# منتخب إسبانيا لكرة اليد الشاطئية
منتخب إسبانيا لكرة اليد الشاطئية (بالإسبانية: Selección de balonmano playa de España)‏ هو ممثل إسبانيا الرسمي في المنافسات الدولية في كرة اليد الشاطئية
.